# 南極

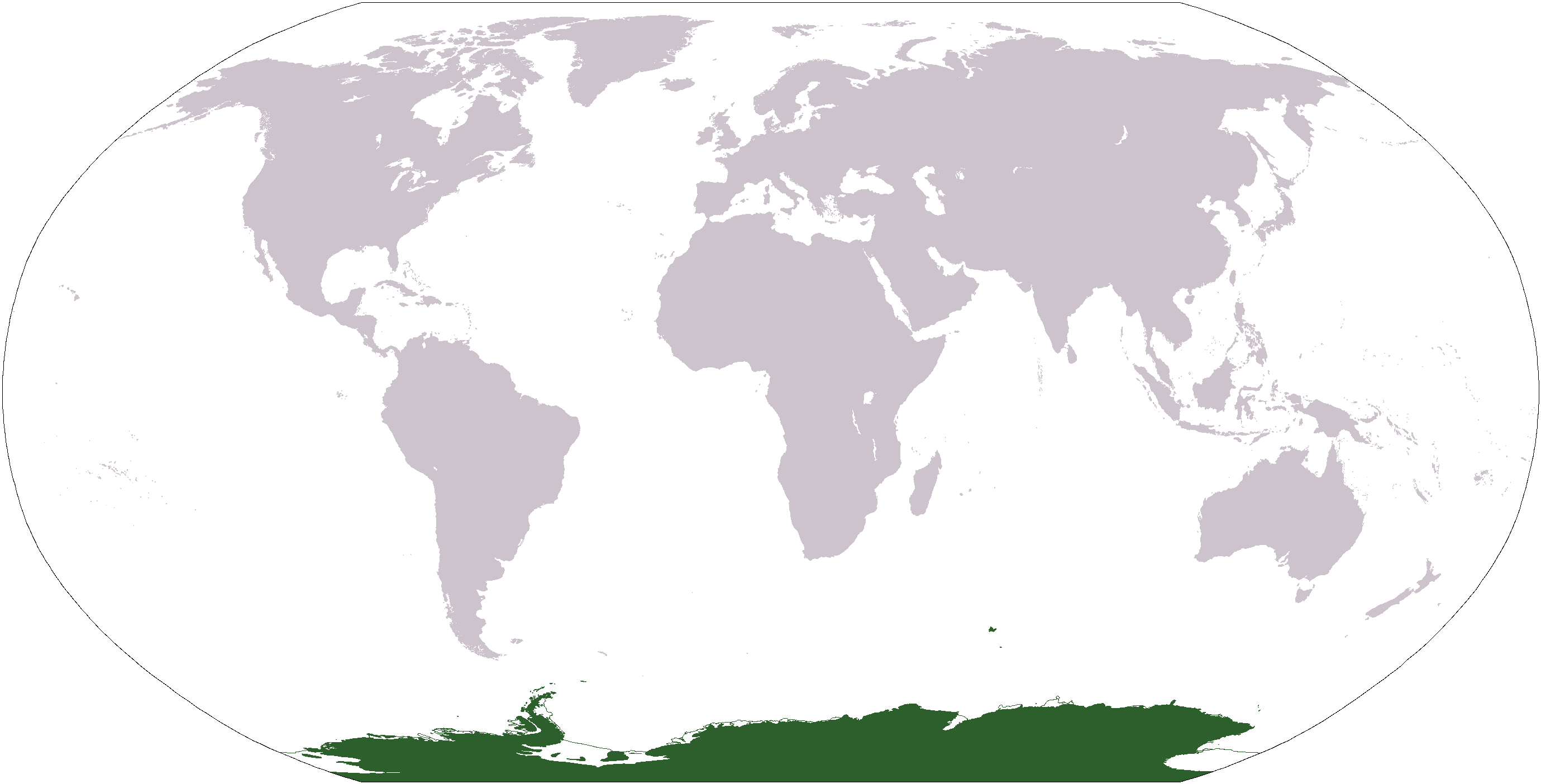
南極大陸

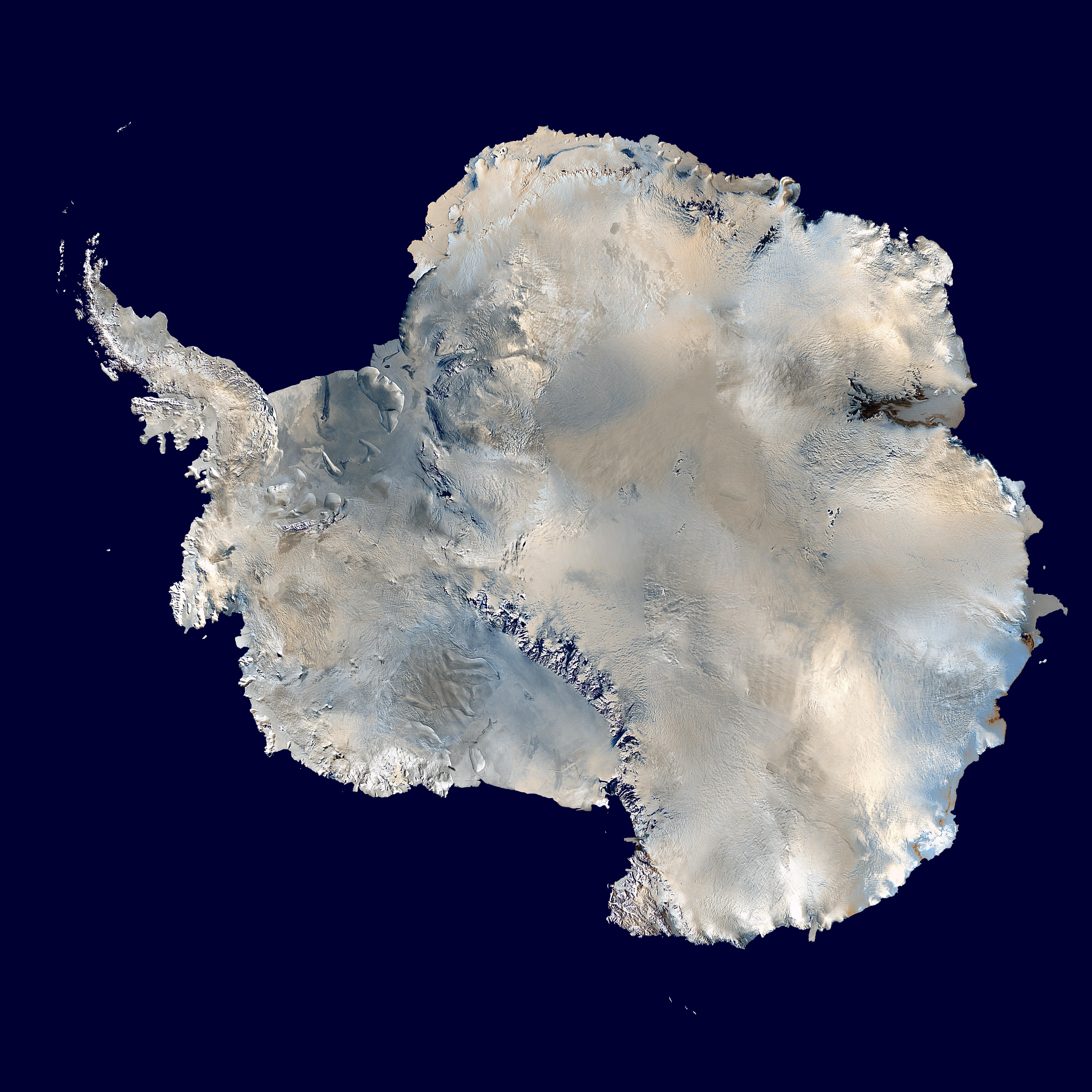
南極大陸の衛星写真

南極旗

南極（なんきょく、英: Antarctic）とは、地球上の南極点、もしくは南極点を中心とする南極大陸およびその周辺の島嶼・海域（南極海）などを含む地域を言う。南極点を中心に南緯66度33分までの地域については南極圏と呼ぶ。南緯50度から60度にかけて不規則な形状を描く氷塊の不連続線である南極収束線があり、これより南を南極地方とも呼ぶ。南極地方には、南極大陸を中心に南極海を含み、太平洋、インド洋、大西洋の一部も属する。
なお、1961年6月に発効した南極条約により、南緯60度以南の領有権主張は凍結（既にしていた主張の放棄を意味しない）されており、軍事利用、核実験なども禁止されている。

## 地理
南極大陸と南極海からなる。南極大陸は、地球上で最も寒冷な地域の一つであり、およそ3000万年の間降り積もった雪が溶けずに1000～2000メートルの厚い氷の層となった氷雪（氷床）に覆われ一部の沿岸地区の地衣類を除き、植生はほとんどない。陸地はほとんど氷床下にあり、露岩地区は少ない。氷床は氷河となってゆっくりと山の斜面をずり落ちて海に押し出されて流出し、一部では棚氷を形成している。棚氷は沖に押し出され、自らの重さによってひび割れして氷山として海を漂うことになる。
南極大陸は西半球の西南極と東半球の東南極からなり、東南極のほうが面積が大きい。西南極には南極半島があり、この半島の北端は南緯63度付近と南極圏外にある。ツンドラ気候地帯であり、南極のなかでは温暖であるため、観測基地も集中している。

## 環境問題

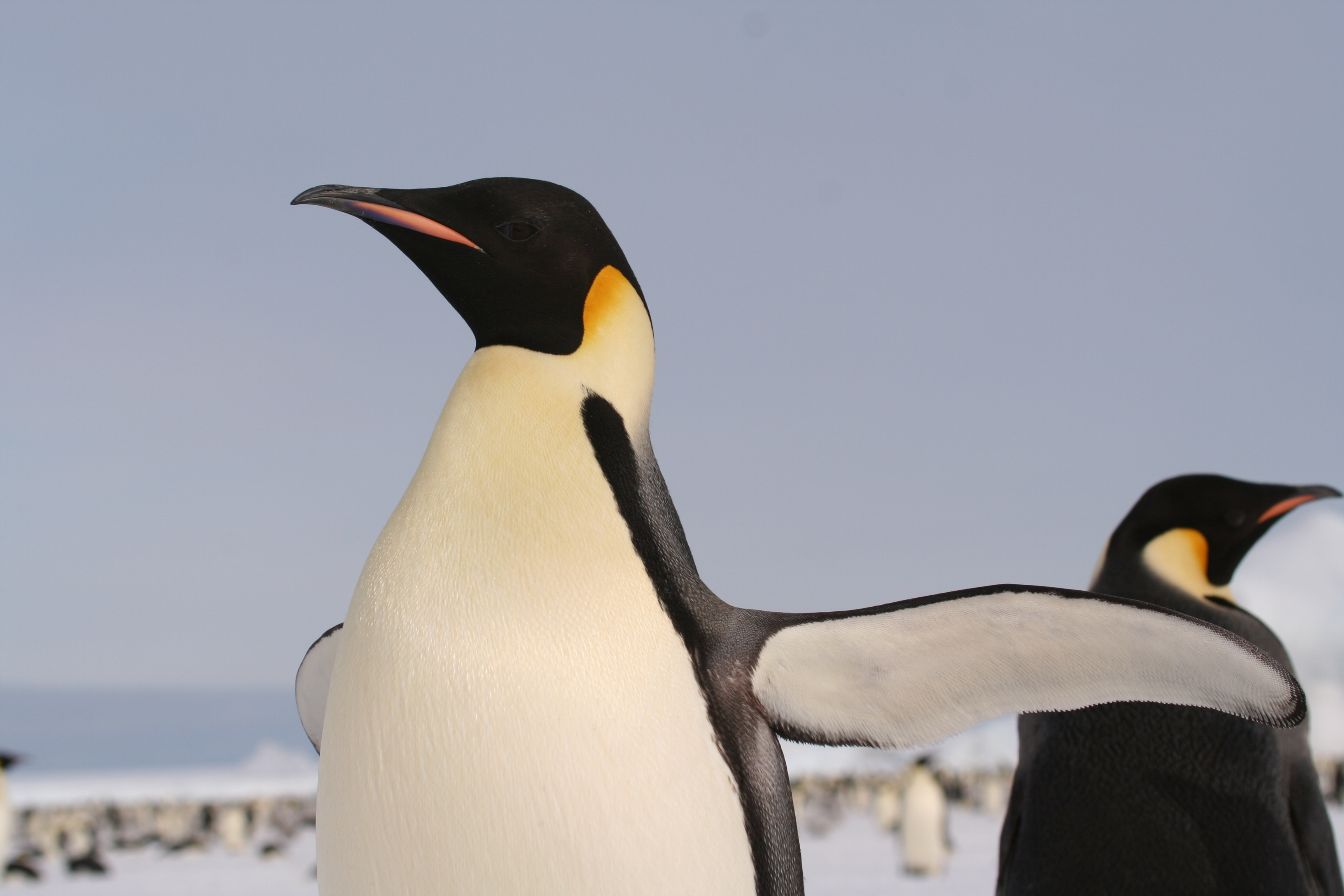
コウテイペンギン

高緯度の極地である南極大陸は日本など低・中緯度地域と比べて地球温暖化等の影響が顕著である。南極半島域の基地での観測では、ファラデー基地で50 年で 2.5 ～ 3℃の昇温となっているなど、年平均、季節共に温暖化が明瞭である。しかし、一方でそれ以外の地域、特に大陸本体の「東南極」では温暖化も寒冷化もみられない。昭和基地でも 50年間の気温変化の記録でも同様に大きな変化はない 。また、内陸の南極点基地ではむしろ寒冷化（10年間で-0.17 ℃の低下）が見られるほどである。東南極沿岸では、海氷の広がりも縮小はしておらず、逆に面積は増加しているとの報告と整合的である。このように現在のところ半島域以外の地上では、気温や氷床などに温暖化の目立った兆候は見られない。しかし南大洋上の大気の流れによっては、温暖化傾向に向かう可能性がある事には注意が必要である。地上で温暖化傾向が見られない一方で、上空は温暖化している。対流圏全層では気温上昇が明瞭で、特に中層600hPa高度（約4000m高度）では、10年で0.7℃も上昇している。対流圏全層は温暖化しているといえる。しかし、上の成層圏では気温が低下し寒冷化している。成層圏では、主にオゾンによる紫外線吸収による加熱と二酸化炭素等の温室効果ガスによる赤外線の放射による冷却によりバランスを保っており、二酸化炭素が増加すると赤外冷却効果が強まり寒冷化し、またオゾンが減少すれば、紫外線加熱が減少するので寒冷化する。現在、オゾンホールは回復しておらず、二酸化炭素も増加しているため、成層圏の寒冷化が起こっていると考えられる。また、オゾンホールには南極の温暖化を抑制してきたという一面もあり、
南極のオゾンホールの縮小が、南半球の温暖化を加速する可能性が分かるなど、オゾン層の回復が、今後どのように地球全体に影響を及ぼすのか、継続的な観測が求められている。
近年では氷の大規模な融解が観測されており、2003年1月以降1年間で92±10Gtの氷が失われた。この南極の氷床の減少は主に西南極の氷河として流れ海に突き出した棚氷で起きている。棚氷の下は大地ではなく海であり、温かい海水が流入することにより氷が融解していると考えられている。一方で、東南極は温暖化の傾向はみられず、降雪により氷床の厚みが増しているが、西南極の減少量と速度が増加量と速度を上回っており南極全体としては氷が減少している。もしも、南極の氷が全て溶けたとしたら海水準を約58m上昇させると推定される。また融解速度も速まることで、今世紀中にメートル単位の海面上昇を引き起こす可能性が指摘されている。

### 放射性物質
1950年代以降に行われた核実験による放射性物質は南極でも検出される。検出される放射性物質のうちトリチウム（三重水素）は分布に濃度差がある、しかし濃度差を生じる理由は未解明である。

## 越冬観測基地

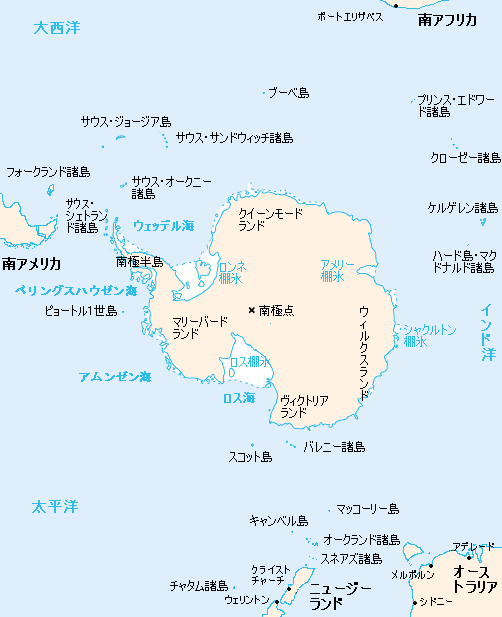
南極地方（ニュージーランド、オーストラリア、南アメリカ大陸など一部周辺の諸地方を含む）

この節に記載されていない基地に関しては、南極観測基地の一覧を参照。
- 昭和基地
- みずほ基地 - 無人
- あすか基地 - 無人
- ドームふじ基地
- マクマード基地
- アムンゼン・スコット基地
- ボストーク基地
- エスペランサ基地

## 領土
南極はどこの国の領土でもないが、一部の領土権を主張するクレイマントの7カ国（イギリス、ノルウェー、フランス、オーストラリア、ニュージーランド、チリ、アルゼンチン）と、領土権を主張しないと同時に他国の主張も否認するノン・クレイマントの国（アメリカ、ロシア、日本、ベルギー、南アフリカ等）がある。1959年に南極条約により南極地域における領土権主張が凍結され双方の国々は現在平和的に南極の利用をしている。

## タイムゾーン
南極地方各地に散在する各国の観測基地等では、基本的にその地点の経度によりどのタイムゾーンに属するかを各々で定めている。例えば、昭和基地は東経約40度のため、UTC+3時間としている。
南極点は、本来どのタイムゾーンにも拘束されないが、極点にほど近いアムンゼン・スコット基地が主に輸送・連絡されるニュージーランドのタイムゾーン（UTC+12時間、夏時間UTC+13時間）を採用しているため、これに準じることが多い。

## 南極に関する協定など
- 南極条約
- 南極地域の環境の保護に関する法律
- 南極のあざらしの保存に関する条約（英語版）（1972年発効）
- 南極の海洋生物資源の保存に関する条約（英語版）（1980年発効）
- 環境保護に関する南極条約議定書（英語版）(マドリッド協定議定書、1998年発効)

失効
- 南極鉱物資源活動規制条約（英語版）（1988年 ‐ 1998年マドリッド協定議定書にて更新）

## 調査
地質・化石・岩石に関する報告は昔から行われているが、日本語で要約したものは1957年に立見辰雄・菊池徹・久野久らが地学雑誌で発表した『南極地域の地質』が初出である。
- 南極隕石

### 南極における化石
1912年に冒険家のロバート・スコットらの調査隊が、植物の化石を含む16kgの貴重なサンプルを収集し、植物化石についての記述もみられるが調査隊全員が帰国前に死亡して届けられるまで9か月経過した。ただ、植物化石自体は以前から報告されており、1892年に捕鯨船船長カール・アントン・ラーセンがシーモア島で珪化木の化石発見をしたのが初出とされる。

### 海氷面積
南極の棚氷や海氷面積などを観測している米国立雪氷データセンターによって、観測データがまとめられ報告が行われている。